# Pittsburgh Steelers 2025
La stagione 2025 dei Pittsburgh Steelers sarà la 93ª della franchigia nella National Football League (NFL) e la 19ª con Mike Tomlin come capo-allenatore.

## Scelte nel Draft 2025
| Scelte degli Steelers nel Draft 2025 |        |                                    |                                    |                                    |                                                      |
| Giro                                 | Scelta | Giocatore                          | Ruolo                              | College                            | Note                                                 |
| 1                                    | 21     | Derrick Harmon                     | DT                                 | Oregon                             |                                                      |
| 2                                    | 52     | Scambiata con i Seattle Seahawks   | Scambiata con i Seattle Seahawks   | Scambiata con i Seattle Seahawks   |                                                      |
| 3                                    | 83     | Kaleb Johnson                      | RB                                 | Iowa                               |                                                      |
| 4                                    | 123    | Jack Sawyer                        | DE                                 | Ohio State                         |                                                      |
| 5                                    | 156    | Scambiata con i Kansas City Chiefs | Scambiata con i Kansas City Chiefs | Scambiata con i Kansas City Chiefs |                                                      |
| 5                                    | 162    | Scambiata con i New York Jets      | Scambiata con i New York Jets      | Scambiata con i New York Jets      | da LA Rams                                           |
| 5                                    | 164    | Vahya Black                        | DT                                 | Iowa                               | da Detroit via Kansas City, Philadelphia e Cleveland |
| 6                                    | 185    | Will Howard                        | QB                                 | Ohio State                         |                                                      |
| 6                                    | 195    | Scambiata con i Los Angeles Rams   | Scambiata con i Los Angeles Rams   | Scambiata con i Los Angeles Rams   |                                                      |
| 6                                    | 202    | Scambiata con i Chicago Bears      | Scambiata con i Chicago Bears      | Scambiata con i Chicago Bears      | da Houston                                           |
| 7                                    | 223    | Scambiata con i Seattle Seahawks   | Scambiata con i Seattle Seahawks   | Scambiata con i Seattle Seahawks   | da New Orleans via Philadelphia                      |
| 7                                    | 226    | Carson Bruener                     | LB                                 | Washington Huskies football        | da Carolina via Kansas City                          |
| 7                                    | 229    | Donte Kent                         | CB                                 | Central Michigan                   | da Atlanta via Philadelphia                          |
| 7                                    | 237    | Scambiata con i Green Bay Packers  | Scambiata con i Green Bay Packers  | Scambiata con i Green Bay Packers  |                                                      |

## Staff
| Staff dei Pittsburgh Steelers |
| --- |
| Organi dirigenziali - Proprietario/presidente – Art Rooney II - Vice presidente – Art Rooney Jr. - Vice presidente del personale dei giocatori – Dan Rooney Jr. - General manager – Omar Khan - Assistente general manager – Andy Weidl - Direttore degli osservatori dei giocatori – Mark Sadowski - Assiste direttore degli osservatori dei giocatori – Max Gruder - Direttore degli osservatori del college – Dan Colbert - Direttore degli osservatori dei professionisti – Sheldon White - Direttore dell'amministrazione del football – Cole Marcoux - Direttore dello sviluppo dei giocatori – Darrel Young Capo allenatore - Mike Tomlin Altri allenatori - Preparatore atletico – Phil Matusz - Assistente p.a. – Justus Galac - Senior conditioning coordinator – Garrett Giemont - Coordinatore scienza sportiva – Roderick Moore Allenatori dell'attacco - Coordinatore offensivo – Arthur Smith - Quarterback – Tom Arth - Running back – Eddie Faulkner - Wide receiver – Zach Azzanni - Tight end – Alfredo Roberts - Offensive line – Pat Meyer - Assistente offensive line – Isaac Williams - Assistente attacco – Matt Baker - Assistente attacco – Mateo Kambui Allenatori della difesa - Coordinatore difensivo – Teryl Austin - Defensive line – Karl Dunbar - Outside linebacker – Denzel Martin - Inside linebacker – Scott McCurley - Defensive back – Gerald Alexander - Assistente linea secondaria – Anthony Midget - Controllo qualità difesa – Jason Brooks Allenatori dello special team - Coordinatore special team: Danny Smith |

## Roster
| Roster dei Pittsburgh Steelers |
| --- |
| Quarterback - 4 Kyle Allen - 2 Justin Fields - 3 Russell Wilson Running Back - 22 Najee Harris - 83 Connor Heyward FB - 84 Cordarrelle Patterson - 30 Jaylen Warren Wide Receiver - 19 Calvin Austin - 11 Van Jefferson - 13 Scotty Miller - 14 George Pickens - 10 Roman Wilson Tight End - 88 Pat Freiermuth - 81 MyCole Pruitt - 80 Darnell Washington Offensive Linemen - 74 Spencer Anderson G - 78 James Daniels G - 76 Troy Fautanu T - 54 Zach Frazier C - 77 Broderick Jones T - 62 Ryan McCollum C - 66 Mason McCormick G - 65 Dan Moore T - 73 Isaac Seumalo G Defensive Linemen - 57 Montravius Adams DT - 95 Keeanu Benton NT - 97 Cameron Heyward DT - 98 DeMarvin Leal DE - 74 Logan Lee DT - 92 Isaiahh Loudermilk DT - 94 Dean Lowry DT - 99 Larry Ogunjobi DT Linebacker - 51 Nick Herbig OLB - 56 Alex Highsmith OLB - 44 Tyler Matakevich ILB - 6 Patrick Queen ILB - 50 Elandon Roberts ILB - 93 Mark Robinson ILB - 90 T.J. Watt OLB - 41 Payton Wilson ILB Defensive Back - 30 Beanie Bishop CB - 25 DeShon Elliott SS - 34 Jalen Elliott FS - 39 Minkah Fitzpatrick FS - 26 Donte Jackson CB - 23 Damontae Kazee SS - 28 Miles Killebrew FS - 24 Joey Porter Jr. CB - 21 Darius Rush CB - 27 Cory Trice CB Special Team - 9 Chris Boswell K - 5 Cameron Johnston P - 46 Christian Kuntz LS Lista delle riserve - 60 Dylan Cook T (IR-DRF) - 71 Nate Herbig G (IR) - 55 Cole Holcomb ILB (PUP) - 49 Jeremiah Moon OLB (IR-DRF) - 33 David Perales OLB (IR) - 20 Cameron Sutton CB (Sospeso) - 29 Ryan Watts CB (IR) Squadra di allenamento - 18 Anthony Averett CB - 45 Jack Colletto FB - 31 Zyon Gilbert CB - 37 Thomas Graham Jr. CB - -- Devin Harper ILB - 38 Marcus Haynes OLB - -- Brandon Johnson WR - -- John Leglue G - -- Doug Nester G - -- Adetokunbo Ogundeji OLB - -- Boston Scott RB - -- Ben Skowronek WR - 79 Jacob Slade DE - 35 Jonathan Ward RB - 87 Rodney Williams TE Roster aggiornato al 30 agosto 2024 53 attivi, 7 inattivi, 15 nella squadra di allenamento |
| Legenda - I rookie sono in corsivo. - Il primo ruolo è il principale mentre gli eventuali successivi indicano i ruoli secondari. - (IR) sta per Injured Reserve ed indica la lista ristretta per un solo giocatore infortunato che può tornare ad allenarsi dopo la settimana 6 e a rientrare in prima squadra dopo che questa ha giocato 8 partite. - (NF-Inj.) / (NF-Ill.) stanno rispettivamente per Non-Football Injured e Non-Football Illness ed indicano le liste dove viene inserito un giocatore che ha un infortunio o una malattia non dipendente dal football americano. - (PUP) sta per Physically Unable to Perform ed indica la lista dove viene inserito un giocatore mentre è in attesa di recuperare la condizione fisica. Nella stagione regolare dopo la sesta partita giocata dalla propria squadra, il giocatore ha tempo tre settimane per riprendere ad allenarsi, più tre settimane aggiuntive dal suo rientro agli allenamenti per rientrare in prima squadra. |

## Precampionato
Le gare del precampionato furono annunciate il 14 maggio 2025.
| Precampionato |           |           |                        |           |        |                         |            |         |
| Settimana     | Data      | Ora (ET)  | Avversario             | Risultato | Record | Stadio                  | TV         | Sintesi |
| 1             | 9 agosto  | 7:00 p.m. | @ Jacksonville Jaguars | V 31-25   | 1-0    | EverBank Stadium        | KDKA (CBS) | Sintesi |
| 2             | 16 agosto | 7:00 p.m. | Tampa Bay Buccaneers   | S 14-17   | 1-1    | Acrisure Stadium        | KDKA (CBS) | Sintesi |
| 3             | 21 agosto | 7:00 p.m. | @ Carolina Panthers    | -         | -      | Bank of America Stadium | KDKA (CBS) | -       |

## Stagione regolare

### Calendario
Il calendario della stagione regolare fu reso noto il 14 maggio 2025.
| Stagione regolare |                    |                    |                            |                    |                    |                       |                    |                    |
| Settimana         | Data               | Ora (ET)           | Avversario                 | Risultato          | Record             | Stadio                | TV                 | Sintesi            |
| 1                 | 7 settembre        | 1:00 p.m.          | @ New York Jets            | -                  | -                  | MetLife Stadium       | CBS                | -                  |
| 2                 | 14 settembre       | 1:00 p.m.          | Seattle Seahawks           | -                  | -                  | Acrisure Stadium      | Fox                | -                  |
| 3                 | 21 settembre       | 1:00 p.m.          | @ New England Patriots     | -                  | -                  | Gillette Stadium      | CBS                | -                  |
| 4                 | 28 settembre       | 9:30 a.m.          | Minnesota Vikings (I)      | -                  | -                  | Croke Park (Dublino)  | NFL Network        | -                  |
| 5                 | Settimana di pausa | Settimana di pausa | Settimana di pausa         | Settimana di pausa | Settimana di pausa | Settimana di pausa    | Settimana di pausa | Settimana di pausa |
| 6                 | 12 ottobre         | 1:00 p.m.          | Cleveland Browns           | -                  | -                  | Acrisure Stadium      | CBS                | -                  |
| 7                 | 16 ottobre         | 8:15 p.m.          | @ Cincinnati Bengals (T)   | -                  | -                  | Paycor Stadium        | Prime Video        | -                  |
| 8                 | 26 ottobre         | 8:20 p.m.          | Green Bay Packers (S)      | -                  | -                  | Acrisure Stadium      | NBC                | -                  |
| 9                 | 2 novembre         | 1:00 p.m.          | Indianapolis Colts         | -                  | -                  | Acrisure Stadium      | CBS                | -                  |
| 10                | 9 novembre         | 8:20 p.m.          | @ Los Angeles Chargers (S) | -                  | -                  | SoFi Stadium          | NBC                | -                  |
| 11                | 16 novembre        | 1:00 p.m.          | Cincinnati Bengals         | -                  | -                  | Acrisure Stadium      | CBS                | -                  |
| 12                | 23 novembre        | 1:00 p.m.          | @ Chicago Bears            | -                  | -                  | Soldier Field         | CBS                | -                  |
| 13                | 30 novembre        | 4:25 p.m.          | Buffalo Bills              | -                  | -                  | Acrisure Stadium      | CBS                | -                  |
| 14                | 7 dicembre         | 1:00 p.m.          | @ Baltimore Ravens         | -                  | -                  | M&T Bank Stadium      | CBS                | -                  |
| 15                | 15 dicembre        | 8:15 p.m.          | Miami Dolphins (M)         | -                  | -                  | Acrisure Stadium      | ESPN/ABC           | -                  |
| 16                | 21 dicembre        | 4:25 p.m.          | @ Detroit Lions            | -                  | -                  | Ford Field            | CBS                | -                  |
| 17                | 28 dicembre        | 1:00 p.m.          | @ Cleveland Browns         | -                  | -                  | Huntington Bank Field | CBS                | -                  |
| 18                | 3/4 gennaio        | Da def.            | Baltimore Ravens           | -                  | -                  | Acrisure Stadium      | Da def.            | -                  |

Note:
- Gli avversari della propria division sono in grassetto.
- Il simbolo "@" indica una partita giocata in trasferta.
- (M) indica il Monday Night Football, (T) il Thursday Night Football, (S) il Sunday Night Football e (I) una partita delle NFL International Series.
- Dall'undicesimo al diciassettesimo turno si adotta una programmazione flessibile: le partite del Sunday Night Football, del Monday Night Football e del Thursday Night Football sono programmate in via provvisoria e sono eventualmente soggette a modifiche.
- Data e orario della gara del diciottesimo turno saranno stabilite dopo lo svolgimento del diciassettesimo turno.